# Lydie de la Peyrade

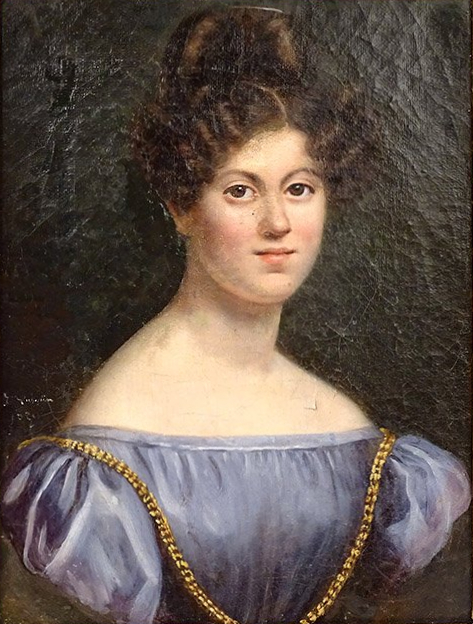
Retrato de una joven francesa de la edad de Lydie por Julie Volpelière. (c. 1828)

Lydie de la Peyrade es un personaje literario que aparece en diversas novelas de La Comedia Humana, obra de Honoré de Balzac. Lydie es hija de Peyrade, espía y policía.

## Biografía
Nació en 1809, fruto del matrimonio de Peyrade con una dama cuya identidad no es desvelada por Balzac. Desde su nacimiento cuenta con una nodriza flamenca, Katt que la acompañará y servirá hasta, al menos 1829.
De acuerdo con lo reflejado en la novela Splendeurs et misères des courtisanes, en 1827 vive junto con su padre en un apartamento situado en la parisina rue des Moineaux. El apartamento se sitúa en el cuarto piso del inmueble y cuenta con una antecámara (que sirve también como comedor), un pequeño salón, un dormitorio y un cuarto de baño.

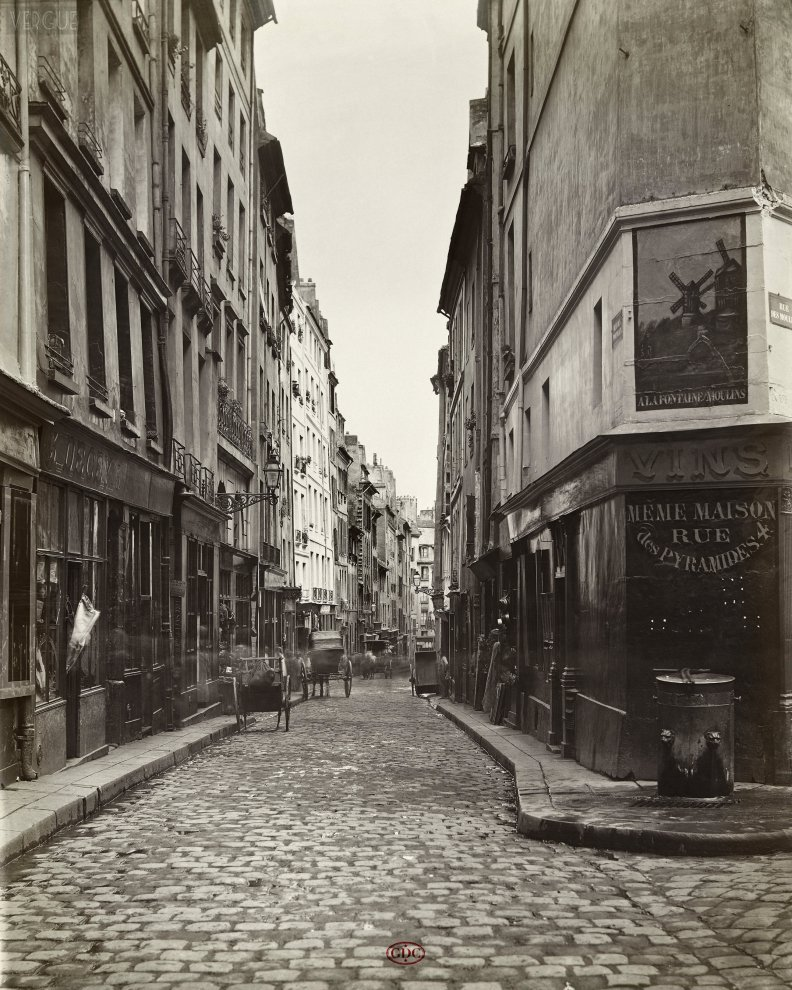
Rue des Moineaux, donde habitaba Lydie entre 1827 y 1829

En 1829, Lydie será objeto de una venganza por parte de Vautrin contra su padre. Este último había desvelado algunos secretos de Lucien de Rubempré al duque de Chaulieu, con cuya hija mayor quería desposarse Rubempré. Tras estas revelaciones de Peyrade, Lucien había dejado de ser recibido en casa del duque. Vautrin secuestrará a Lydie dando a Peyrade un plazo de diez días para revertir esta situación. Finalmente, se cumplirá este plazo y Lydie será devuelta a su casa violada y en un estado de locura. Su padre la verá y morirá casi inmediatamente como consecuencia de haber comido una cereza envenenada en casa de otro de los personajes de la novela.
Tras este episodio, Lydie será internada, ocupándose de ella el doctor Horace Bianchon. En la novela Les petits bourgeois, a pesar de su delicado estado de salud, será considerada como posible esposa de su primo Théodose de la Peyrade.

## Descripción
En Splendeurs et misères des courtisanes es descrita por Balzac de la siguiente formal:
[Lydie], que tuvo a Schmuke como profesor de música, era música hasta el punto de saber componer. Sabía lavar una seppia y pintar con gouache y acuarelas. Peyrade cenaba con su hija todos los domingos. Ese día, el hombre era exclusivamente padre. Religiosa sin ser devota, Lydie hacía su  [comunión en] Pascua y se confesaba todos los meses. Sin embargo, de vez en cuando se permitía algún que otro capricho. Paseaba por las Tullerías cuando hacía buen tiempo. Éstos eran todos sus placeres, pues llevaba una vida de lo más sedentaria. Lydie, que adoraba a su padre, ignoraba por completo sus siniestras capacidades y sus oscuras ocupaciones. Ningún deseo había perturbado la vida pura de esta niña pura. Delgada y hermosa como su madre, con una voz deliciosa y un rostro esbelto enmarcado por una hermosa cabellera rubia, se asemejaba a esos ángeles, más místicos que reales, retratados por algunos pintores primitivos en las profundidades de sus Sagradas Familias. La mirada de sus ojos azules parecía derramar un rayo de cielo sobre aquel a quien favorecía con una mirada. Su atuendo casto, sin exageraciones de ninguna moda, desprendía un encantador perfume de burguesía.

## En la cultura popular
En la miniserie Splendeurs et misères des courtisanes, dirigida por Maurice Cazeneuve en 1975, el personaje de Lydie es interpretado por Laurence de Monaghan.